# Irene Aranda
Irene Aranda (* 2. September 1980 in Jaén) ist eine spanische Jazz-Pianistin, die auch im Bereich der Improvisierten Musik auftritt.
Aranda stammt aus einer Musikerfamilie und erhielt ab dem Alter von sieben Jahren Musikunterricht von ihren Großeltern mütterlicherseits. Von 1990 an besuchte sie das Konservatorium ihrer Geburtsstadt, wo sie, nachdem sie sich schon ab 1992 autodidaktisch mit Jazz beschäftigt  hatte, 1998 Teil der Bigband wurde, der sie bis 2001 angehörte. 1999 beendete sie ihr Klavierstudium in Jaén, um es in Granada fortzusetzen. Zudem besuchte sie Masterklassen bei Chano Domínguez, Perico Sambeat und Nikki Iles.
Aranda trat zunächst mit ihren eigenen Gruppen auf spanischen Festivals auf, 2012 stellte sie sich auch auf dem Internationalen Jazzfestival Münster vor. Weiter spielte sie im Duo mit Agustí Fernández.

## Diskographische Hinweise
- Irene Aranda, Johannes Nästesjö, Núria Andorrà Inner Core (Relative Pitch Records, 2018)
- Irene Aranda, Germán Díaz, Lucía Martínez Tribus (2016)
- Yetzer (2012)
- Interfrequency 23 7 (Sedajazz 2008, mit Vicent Macián, Paul Evans, Matt Baker, Jeff Jerolamon, Lozanito)[3]